# داروينية أرجوانية
داروينية أرجوانية (الاسم العلمي:Darwinia purpurea) هي نوع من النباتات تتبع جنس الداروينية من فصيلة الآسية. تم وصف هذا النوع من النبات علمياً لأول مرة من قبل جورج بنتام وستفان فريدرش إندليشر سنة 1865.